# Шепелев, Николай Фёдорович
Николай Фёдорович Шепелев (1924—1984) — участник Великой Отечественной войны, пулемётчик 1-го стрелкового батальона 231-го гвардейского стрелкового полка 75-й гвардейской стрелковой дивизии 30-го стрелкового корпуса 60-й армии Центрального фронта, гвардии красноармеец, Герой Советского Союза (1943), позднее — гвардии майор.

## Биография

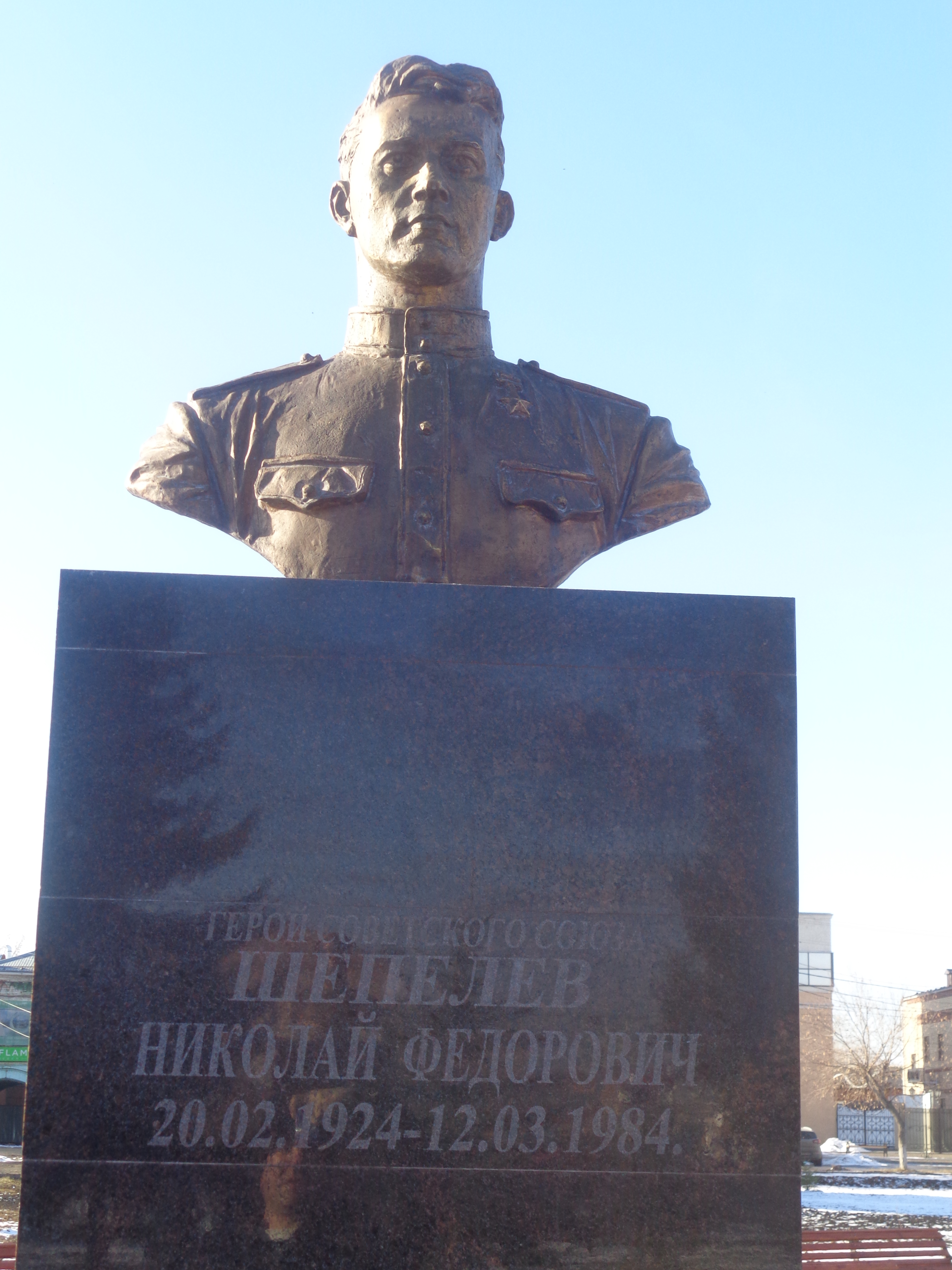
Бюст в Троицке

Родился 20 февраля 1924 года в деревне Шерстянка (по другим сведениям Нижняя Санарка) ныне Троицкого района Челябинской области. Окончил семилетку, затем курсы машинистов при станкостроительном заводе в городе Троицке. Работал помощником машиниста на электростанции станкостроительного завода.
В декабре 1942 года Н. Ф. Шепелев призван в Красную Армию. На фронтах Великой Отечественной войны с июня 1943 года — пулемётчик 1-го стрелкового батальона 231-го гвардейского стрелкового полка 75-й гвардейской стрелковой дивизии.
Особо отличился при форсировании реки Днепр севернее Киева, в боях при захвате и удержании плацдарма в районе сел Глебовка и Ясногородка (Вышгородский район Киевской области) на правом берегу Днепра осенью 1943 года. Командир 231-го гвардейского стрелкового полка гвардии подполковник Маковецкий Ф. Е. в наградном листе написал:

В боях на Киевском направлении с 25.8.1943 г. по 6.10.1943 г. проявил себя смелым, решительным, бесстрашным бойцом.
В боях при форсировании реки Днепр Шепелев, получив приказание выдвинуться со своим пулемётом на западный берег реки Днепр и прикрыть переправу полковых подразделений, нашёл подручные средства (доски) и, соорудив небольшой плотик, установил на него пулемёт и вплавь, толкая перед собой плот с пулемётом, невзирая на ожесточённый обстрел противника, переправился на западный берег р. Днепра, где вступил в бой с превосходящими силами противника. Непрерывно меняя свои огневые позиции Шепелев выбирал каждый раз удобные высотки и вёл сильный заградогонь по вражеской пехоте, нанося ей огромные потери в живой силе. Будучи пока единственным пулемётчиком на западном берегу р. Днепра Шепелев умело применил метод «блуждающей» огневой точки, не только оставался неуязвимым лично сам, но и создал впечатление наличия на берегу большого количества пулемётов. Отбивая яростные атаки пр-ка Шепелев уничтожил более 40 вражеских солдат, успешно выполнив задачу по прикрытию переправы.

4.10.43 г. во время контрнаступления многочисленного противника на наши боевые порядки Шепелев отразил огнём своего пулемёта 3 атаки взвода пехоты противника. Когда вражеской миной был подбит пулемёт, Шепелев будучи ранен, не оставил поля боя, а подобрав автомат убитого товарища, продолжал сражаться и уничтожать из автомата гитлеровцев. В момент, когда группе фашистских солдат удалось приблизиться к нашему переднему краю и вклиниться в оборону, Шепелев с гранатами в руках и с возгласом «Гвардейцы не отступают! Бей фашистов» — бросился в середину группы вражеских солдат и гранатами и огнём автомата уничтожил 6 гитлеровцев, а затем преследуя фашистского унтер-офицера ворвался в боевые порядки противника, захватил пулемёт и тут же открыл из него огонь, ведя круговой обстрел. В этом бою Шепелев уничтожил более 25 гитлеровцев и своим самоотверженным подвигом содействовал срыву контрнаступления противника на наш обороняемый плацдарм.
Указом Президиума Верховного Совета СССР от 17 октября 1943 года за успешное форсировании реки Днепр севернее Киева, прочное закрепление плацдарма на западном берегу реки Днепр и проявленные при этом мужество и геройство гвардии красноармейцу Шепелеву Николаю Федоровичу присвоено звание Героя Советского Союза с вручением ордена Ленина и медали «Золотая Звезда».
В мае 1944 года Н. Ф. Шепелев был направлен на учёбу в Челябинское танковое училище и через год окончил его. После войны продолжал службу в армии, был механиком-водителем танка, прошёл путь до начальника штаба танкового батальона. С 1968 майор Шепелев Н. Ф. — в запасе. Жил в городе Калуге. Работал инженером на заводе «Калуга-прибор».
Скончался в Калуге 12 марта 1984 года. Похоронен в Калуге на Пятницком кладбище (Калуга).

## Награды
- Медаль «Золотая Звезда» № ---- Героя Советского Союза (17 октября 1943);
- орден Ленина;
- орден Славы 3-й степени;
- медали.